# Дженифър Матю
Дженифър Матю (на английски: Jennifer Mathieu) е американска писателка на произведения в жанра съвременна юношеска литература.

## Биография и творчество
Дженифър Матю е родена на 23 декември 1976 г. в САЩ. Баща ѝ е чилиец, а майка ѝ е кубинка, поради което започва да учи английски език чак в училище.
След дипломирането си работи като възпитател в детска градина, журналист и учител по английски език в гимназия в Тексас.
Първият ѝ роман „Истината за Алис“ е издаден през 2014 г. Книгата е за историята за влиянието на слуховете и тормоза над тийнейджърката Алис Франклин от гимназията в малкото градче Хийли, обвинявана, че е виновна за смъртта на футболния любимец Брандън. За дебюта си получава наградата „Teen Choice“ за юношеска литература.
Романът ѝ „Мокси“ от 2017 г. представя историята на тийнейджърката Вивиан, която е потисната от сексизма в средното си училище в Тексас – неравномерно облекло, тормоз в коридорите, футболисти, които се третират като крале. Тя е вдъхновена от ъндърграунд феминистко пънк-движение „Riot grrrl“ през 90-те, започва да издава списание и инициира бунт на момичетата в колежа. Книгата е закупена за екранизиране.
Дженифър Матю живее със семейството си в Хюстън, Тексас.

## Произведения

### Самостоятелни романи
- The Truth About Alice (2014)
Истината за Алис, изд.: ИК „Прозорец“, София (2015), прев. Катя Перчинкова
- Devoted (2015)
- Afterward (2016)
- Moxie (2017)
Бунтарката, изд. ИК „Ентусиаст“, София (2020), прев. Мария Чайлд, ISBN 978-619-164-317-2
- The Liars (2019)
- The Liars of Mariposa Island (2019)
- Bad Girls Never Say Die (2021)